# Nymphicula tripunctata
Nymphicula tripunctata is een vlinder uit de familie van de grasmotten (Crambidae), uit de onderfamilie van de Acentropinae. De wetenschappelijke naam van deze soort is voor het eerst gepubliceerd in 1987 door Yutaka Yoshiyasu.
De soort komt voor in Thailand (Sai Yok).